# Pere F. Santanach i Prat
Pere F. Santanach i Prat (Badalona, 1946) és un geòleg i catedràtic de geodinàmica català. Santanach va estudiar ciències geològiques a la Universitat de Barcelona on es llicencià el 1969 i es doctorà el 1972. Dos anys més tard, el 1974 publicà la seva tesi doctoral Estudi tectònic del Paleozoic inferior del Pirineu entre la Cerdanya i el riu Ter. Va complementar la seva formació acadèmica a la Universitat de Montpeller (1969-71) i a la Universitat Tècnica de Clausthal-Zellerfeld (1972-73). Des de 1973 imparteix classe a la UB. A la UB, va ser degà de la facultat de Geologia (1985-89) i vicerector (1981-85).
Els seus estudis es basen principalment en les estructures hercinianes i alpines de la península Ibèrica, com per exemple el Pirineu o la serralada costanera de les Illes Balears. Va ser l'artífex del volum Geologia I de la Història Natural dels Països Catalans (1986).